# Petalophyllum ralfsii
Petalophyllum ralfsii — вид рослин із відділу печіночників (Marchantiophyta).

## Біоморфологічна характеристика
Вид дводомний. Спорофіти часто бувають з грудня по червень. Періоди посухи переживає за допомогою бульбових підземних стебел, наповнених ліпідами. Зелена частина рослини зазвичай зникає з поля зору, коли влітку субстрат висихає.

## Середовище проживання
Це середземноморсько-атлантичний вид, з широким ареалом, але рідкісний і розсіяний у Середземноморському регіоні; висота зростання 0–240 метрів. За межами Європи вид зареєстровано в Північній Африці й Туреччині — Велика Британія, Ірландія, Португалія, Іспанія, Балеарські острови, Сардинія, Сицилія, Італія, Греція, Крит, Мальта, Алжир, Туніс, Азорські острови, Туреччина, Кіпр.
Це виключно низинний прибережний вид вапнякових піщаних дюн, де він може бути локально частим на околицях і вздовж околиць. Часто займає трохи торф'яний, темно-коричневий піщаний ґрунт, а не чистий пісок. Найбільш помітний взимку та навесні, майже повністю зникає в періоди посухи. Рідше трапляється далі від узбережжя на голому піщаному ґрунті в кар'єрах і навіть у садах.

## Загрози й охорона
Через крихкість свого середовища проживання та спеціалізовану екологію P. ralfsii потенційно загрожує великою кількістю факторів, включаючи облаштування відпусток, рекреаційні заходи, видалення дерну, недовипас, висихання через забір води або заліснення та поширення хвойних рослин.
Petalophyllum ralfsii охороняється в Європі і занесений до Додатку І Бернської конвенції (охоронна категорія: вид підлягає особливій охороні), а також до Директиви Європейського Союзу 92/43/ЄС «Про збереження природних оселищ та видів природної фауни і флори» (Додаток ІІ. Види рослин і тварин, що становлять особливий інтерес для Європейського Союзу, збереження яких потребує створення територій особливої охорони). Це призвело до інтенсивних досліджень та робіт із збереження, принаймні, у деяких країнах. Він був оцінений як такий що зникає в Португалії та майже під загрозою в Італії, але був вилучений із загрозливих категорій у Великобританії та Ірландії. Вид росте на заповідних територіях.